# DU (가수)
DU(디유, 1986년 2월 6일 ~ )는 대한민국의 가수이다. 현재 소속사는 BY-U Entertainment이다. 2008년에 음악 그룹 DNT(디엔티)의 일원으로 합류해 활동명 동욱으로 데뷔하였으며, 아시아권을 중심으로 활발하게 활동을 이어갔다. 2011년 8월에는 서울경찰 홍보단 의경으로 군입대를 하였으며 제대 후 뮤지컬배우 활동을 이어가던 중 2015년에 PLUS M(플러스엠)로 일본을 중심으로 활동하였으며 이름은 DU(디유)로 전향하였다.2019년에 솔로가수로 전향하였다.
2015년에 플러스엠으로 일본활동으로 오리콘 주간차트13위 월간차트29위까지 한 바있다.
2019년에 솔로가수 DU(디유)로 전향 후 일본에서 솔로 활동을 해오고 있다.
현재 DU(디유)은 가수 겸 프로듀서로 국내,외 활동을 이어 나가고 있다.

## 대표작
- 《싱글 앨범》(애인있어요)
- 《싱글 앨범》(정신없이예뻐)
- 《싱글 앨범》(가슴이 사랑하는법)
- 《싱글 앨범》(노크노크)
- 《싱글 앨범》(Love In This Club)
- 《싱글 앨범》(네 생각에)
- 《싱글 앨범》(ON ME)
- 《싱글 앨범》(약속할게)

### 음반
- 2008년  《DNT》 4인조 보이그룹 데뷔
- 2008년  《“DNT” 싱글 1집앨범》 (애인있어요) 발표
- 2009년  《“DNT” 싱글 2집앨범》 (정신없이예뻐) 발표
- 2009년  《“DNT” 싱글 2집앨범》 MBC,KBS,SBS,KMTV,MTV,V,외 다수 방송
- 2009년  《“DNT” 싱글 3집앨범》 (가슴이 사랑하는법),(내가 죽어도),(To 18 Girl) 발표
- 2009년  《“DNT” 싱글 3집앨범》 MBC,KBS,SBS,KMTV,MTV,V,외 다수 방송
- 2010년  《DNT》 태국진출 (아시아차트 5위)
- 2010년  《“DNT” 싱글 4집앨범》 (노크노크) 발표
- 2010년  《“DNT” 싱글 4집앨범》 MBC,KBS,SBS,KMTV,MTV,V,외 다수 방송
- 2015년  《PLUS M》 3인조 보이그룹 일본데뷔
- 2015년  《“PLUS M” 싱글 1집앨범》 (My girl) 발표
- 2016년  《“PLUS M” 정규 1집앨범》 (Love In The club),(Wifi),(Special) 발표
- 2016년  《“PLUS M” 정규 1집앨범》 (오리콘 주간 차트1위 월간차트 27위)
- 2017년  《“PLUS M” 싱글 2집앨범》 (Gimmie Love),(Pride) 발표
- 2018년  《“PLUS M” 싱글 3집앨범》 (Shake) 발표
- 2019년  《“DU”솔로싱글 1집앨범》 (네 생각에),(ON ME),(약속할게) 발표